# دينيش سينغ
دينيش سينغ (1 أبريل 1989 - ) هو لاعب كرة قدم هندي في مركز الدفاع. لعب مع نادي سالغاوكار.

## وصلات خارجية
- دينيش سينغ على موقع قاعدة بيانات كرة القدم.إي يو (الإنجليزية)